# Brolle
Brolle, tidigare Brolle Jr, artistnamn för Kjell Junior Wallmark, född 10 november 1981 i Inbyn utanför Boden, är en svensk musiker. Eftersom hans far också heter Kjell, började hans äldre systrar kalla honom för Lillebror vilket så småningom utvecklades till Brolle Jr. Sedan dess har han hetat det, även i skolan. Numera kallar han sig enbart för Brolle i musiksammanhang.

## Biografi
Brolle upptäcktes i Kanal 5:s talangjakt Popstars 2001 och släppte därefter debutsingeln Playing with Fire. År 2002 blev han utsedd till "Årets norrbottning" för att ha satt hemkommunen på kartan. Dessutom nominerades han till det en Grammis i tre kategorier, "Årets nykomling", "Årets pop/rock manlig" och "Årets låt”, samt till flera andra priser, bland andra Rockbjörnen, NRJ Awards och Swedish Hit Music Award. Brolle gick på Naturbruksgymnasiet i Kalix, på jakt- och naturguideprogrammet.
Den 29 juli 2004 var han sommarpratare i SR:s Sommar.
Under uppväxten spelade Brolle biljard och det var i biljardhallen som musikintresset tog fart. Han hade spelningar på olika klubbar och auktioner i Norrland och sjöng ofta Elvis-, Cornelis Vreeswijk- och Dan Andersson-sånger. 
Brolles singel Sound of a Drum är skriven av Eskobars sångare Daniel Bellqvist.
Under 2008 deltog Brolle i TV4:s program Körslaget med en kör från Boden. Brolles lag slutade på andra plats i tävlingen.
Under hösten 2008 medverkade Brolle i musikalen Footloose på Wallmans Intiman i Stockholm. Han tog över rollen som "badboy" Tommy efter Måns Zelmerlöw. Våren 2009 spelade han Buddy Holly i The Buddy Holly Musical på Göta Lejon i Stockholm och på sommaren turnerade han med Diggiloo-turnén.
Under hösten 2010 deltog Brolle i showen "Ladies Night" på 18 platser i Sverige. Han deltog också i julshowen "On Stage". Brolle valdes av tidningen "Veckorevyn" till "Sveriges sexigaste man 2010".
År 2011 deltog han i Melodifestivalen med låten "7 Days and 7 Nights", där han gick vidare till final. Han kom på sista plats, med totalt 29 poäng.
Den 20 april 2011 lanserade Brolle albumet Burned by the Fire.

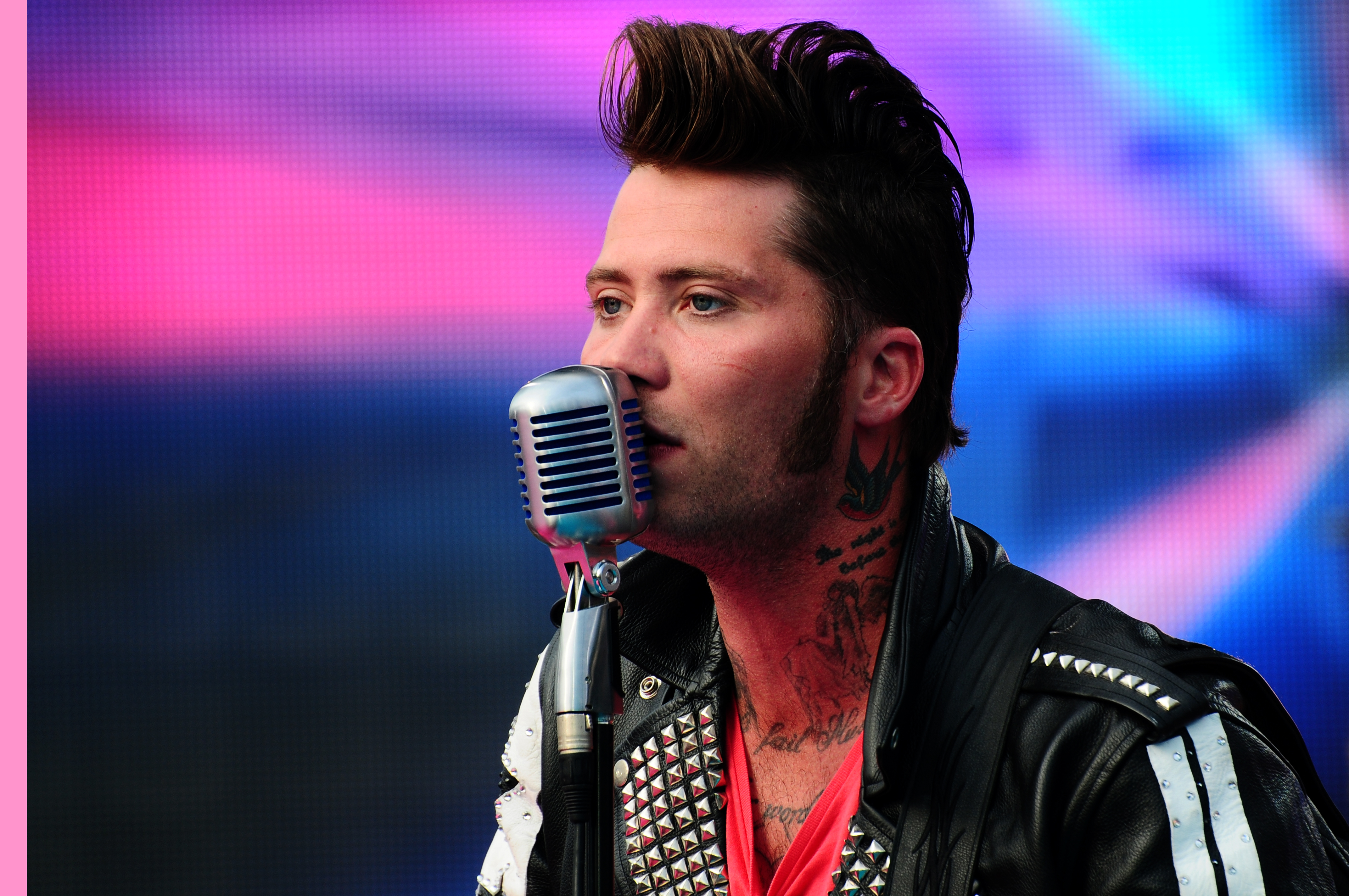
Brolle under Sommarkrysset 2012.

Han bor i Ursviken utanför Skellefteå. På fritiden spelar han gärna badminton och representerar Skellefteå BMK när han tävlar.

## Diskografi
- 2002 - Last Night (singel)
- 2002 - Playing with Fire (singel)
- 2002 - Heartbreak City (singel)
- 2002 - Rebellious Heart (album)
- 2004 - Watching the Stars (singel)
- 2004 - Sound of a Drum (singel)
- 2004 - Paradise Will Wait (album)
- 2004 - Let it rain (singel)
- 2005 - Brolle Jr tolkar Cornelis - En stund på jorden (album)
- 2005 - Sommarkort - en stund på jorden (singel)
- 2008        - Solo i Stockholm (singel)
- 2008        - Ett hjärta som glöder, som en gång brann (album)
- 2008        - Fashion (singel)
- 2009 - Everyday / Peggy Sue (Singel från The Buddy Holly Musical)
- 2010        - Anything She Wants (singel)
- 2010        - Lovers Battlefield (singel)
- 2011        - 7 Days and 7 Nights (singel)
- 2011        - Burned by the Fire  (album)
- 2013        - Alla rosor har en tagg  (album)
- 2017        - I’m Coming Home This Christmas (singel)

## Teater

### Roller
| År   | Roll        | Produktion                                           | Regi             | Teater     |
| ---- | ----------- | ---------------------------------------------------- | ---------------- | ---------- |
| 2008 | Tommy       | Footloose Tom Snow, Dean Pitchford och Walter Bobbie | Roine Söderlundh | Intiman    |
| 2009 | Buddy Holly | The Buddy Holly Musical Alan Janes och Rob Bettinson | Pontus Ströbaek  | Göta Lejon |